# Phaonia curvipes
Phaonia curvipes är en tvåvingeart som först beskrevs av Stein 1920.  Phaonia curvipes ingår i släktet Phaonia och familjen husflugor. Inga underarter finns listade i Catalogue of Life.